# Marian-Smoluchowski-Medaille
Die Marian-Smoluchowski-Medaille (polnisch Medal Mariana Smoluchowskiego) ist der höchste Physikpreis der Polnischen Physikalischen Gesellschaft. Sie wird in der Regel jährlich verliehen. Sie ist nach dem Physiker Marian Smoluchowski benannt.
Es gibt auch eine Smoluchowski-Medaille der Jagiellonischen Universität in Krakau. Sie ist auch nicht mit dem Smoluchowski Award der Gesellschaft für Aerosolforschung zu verwechseln und es gibt auch den deutsch-polnischen Marian-Smoluchowski-Emil-Warburg-Physikpreis.

## Preisträger
- 1965 Wojciech Rubinowicz (Warschau)
- 1968 Aleksander Jabłoński (Thorn)
- 1969 Jerzy Pniewski (Warschau), Marian Danysz (Warschau)
- 1970 Jerzy Gierula (Krakau), Marian Mięsowicz (Krakau)
- 1972 Leonard Sosnowski (Warschau)
- 1973 Subrahmanyan Chandrasekhar (Chicago)
- 1974 Georgi Nikolajewitsch Fljorow (Dubna)
- 1975 Gerald Pearson (Stanford)
- 1976 Arkadiusz Piekara (Warschau)
- 1977 Victor Weisskopf (Cambridge, USA)
- 1979 Włodzimierz Trzebiatowski (Breslau)
- 1980 Ben Mottelson (Kopenhagen)
- 1981 Adriano Gozzini (Pisa)
- 1982 Wladyslaw Opechowski (Vancouver)
- 1983 Jan Rzewuski (Breslau)
- 1984 Witali Lasarewitsch Ginsburg (Moskau)
- 1986 Andrzej Trautman (Warschau)
- 1985 Joseph H. Eberly (Rochester)
- 1987 Wojciech Królikowski (Warschau)
- 1988 Andrzej Hrynkiewicz (Krakau)
- 1989 Zdzisław Szymański (Warschau)
- 1990 Wladyslaw Swiatecki (Berkeley)
- 1991 Jacek Prentki (Paris, Genf)
- 1992 Arnold Wolfendale (Durham)
- 1993 Stanisław Kielich (Posen)
- 1994 Ryszard Sosnowski (Warschau)
- 1997 Włodzimierz Zawadzki (Warschau)
- 1998 Kacper Zalewski (Krakau)
- 1999 Andrzej Kajetan Wróblewski (Warschau)
- 2000 Bohdan Paczyński (Princeton)
- 2001 Aleksander Wolszczan (Thorn, Penn State University)
- 2002 David Shugar (Warschau)
- 2003/2004 Stefan Pokorski (Warschau), Andrzej Białas (Krakau)
- 2005 Jan Żylicz (Warschau)
- 2007 Robert Gałązka (Warschau)
- 2008 Józef Barnaś (Posen)
- 2009 Wojciech Zurek (Los Alamos)
- 2010 Tomasz Dietl (Warschau)
- 2011 Krzysztof Pomorski (Lublin)
- 2012 Douglas Cline (Rochester)
- 2013 Jan Misiewicz (Breslau)
- 2015 Henryk Szymczak (Warschau)
- 2017 Jerzy Lukierski (Breslau)
- 2019 Józef Spałek (Krakau)
- 2021 Iwo Białynicki-Birula (Warschau)
- 2023 Ryszard Horodecki (Danzig)